# Dorothea Bleek
Dorothea Frances Bleek alias Dorothy F. Bleek, född 26 mars 1873 i Mowbray, Kapstaden, Sydafrika, död 27 juni 1948 i Newlands, Kapstaden  var en tysk antropolog och filolog född i Sydafrika och känd för sin forskning om bushmen (San-folket) i södra Afrika.

## Biografi
Bleek föddes in i sitt yrke som den femte dottern till Wilhelm Bleek, en banbrytande filolog som studerade språk och kulturer i södra Afrika i slutet av 1800-talet. Mycket av hans arbete gjordes i samarbete med hans svägerska (Dorothy Bleeks moster) Lucy Lloyd. Bleeks arbete var till stor del en fortsättning på hennes fars och mosters forskning, men hon gav också många betydelsefulla egna bidrag till forskningsfältet. Kulmen på hennes arbete, publicerad efter hennes död, var boken A Bushman Dictionary, som fortfarande citeras än idag. 
Laurens van der Post, som gärna ville tänka på sig själv som "a white Bushman", betraktade hennes bok Mantis and his Hunter (tillsammans med Specimens of Bushman Folklore av hennes far och moster) som "ett slags stenåldersbibel". Detta framgår i inledningen till boken The Heart of the Hunter (1961), en uppföljare till The Lost World of the Kalahari, boken som var baserad på BBC-serien som gav bushmän internationell uppmärksamhet.
Bleeks forskning och resultaten av den överskuggas ofta av det arbete som hennes far utförde, och hon har kritiserats för att sakna empati och intuition för honom och sin moster. Detta har lett till en uppfattning om henne som rasist.  Trots detta är hennes forskning om språk, seder och särskilt hällristningar i södra Afrika (dagens Sydafrika, Tanzania, Botswana och Namibia) ett viktigt bidrag till kunskapen om regionen. Hennes fotografier och ljudinspelningar har varit särskilt viktiga för senare forskare. 